# كعكة المخفوقة
قد تشير كعكة المخفوقة أو كعكة شَنتِلِّي إلى كعكات أمريكية إقليمية مختلفة. (بالإنجليزية: Berry chantilly cake)‏

## في جنوب الولايات المتحدة
قد تشير كعكة المخفوقة في جنوب الولايات المتحدة إلى كعكة إسفنجية متجمدة مغطاة بقشدة مخفوقة وهو نوع من القشدة المخفوقة والتوت. اشتهرت هذه الكعكة من قبل الخباز جايا كُنْراد أثناء عمله في هول فودز في أُرليَنز الجديدة.

## في هاواي
يعود تاريخ كعكة المخفوقة في هاواي إلى الخمسينيات من القرن الماضي.  عادةً ما تكون كعكة شكلاطة عليها طبقة القشدة المخفوقة وهو أساسًا كساء زينة سكرية من جوز الهند من كعكة الشكلاط الألمانية بدون جوز الهند.